# College of the Transfiguration
Das College of the Transfiguration in Makhanda (Grahamstown), Ostkap, ist das einzige Residential College  der Kirchenprovinz der Anglican Church of Southern Africa. Das College bietet einen kontextuellen Zugang zum Theologiestudium.
Das College entstand 1993 aus der Verschmelzung der Colleges of St Bede’s, Mthatha und St Paul’s, Grahamstown. Auch wenn Gebäude und Lage vom St. Paul’s College übernommen wurden, entwickelte sich das College in Geist, Motiven und Wahrnehmung zum ganzheitlichen Nachfolger beider ehemaliger Institute.

## Entwicklung vor 1993

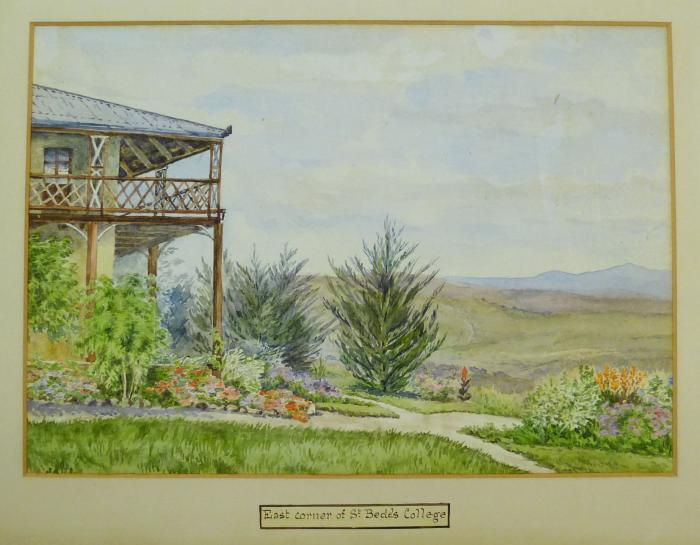
St Bede’s College von Harriet Mason, ca. 1901.

Das St. Bede’s College in Mthatha wurde 1879 von Henry Callaway gegründet, dem ersten Bischof der Diocese of St John. Ziel der Institution war das „Training junger Eingeborener und Kolonisten als Kleriker und Lehrer.“ (training of young natives, and colonists as clergy and teachers.) Die Hauptaufgabe bestand in der Ausbildung von Klerikern und Katecheten für die Diözese. Im Jahr 1955 erregte das College zusätzlich Aufmerksamkeit, als dort eine Bischofssynode stattfand. Bereits in den 1970er Jahren führten Gängeleien durch das Apartheidsregime sowie andere institutionelle Faktoren zu Überlegungen, wie man das College mit anderen Einrichtungen zusammenführen könnte. Das College wurde 1983 zeitweilig geschlossen und die Gebäude wurden für ein Jahr an die University of Transkei vermietet. Die Wiedereröffnung erfolgte im Jahr 1985. Als es 1992 erneut zur Schließung kam, spielte das College eine wichtige Rolle in der Anglican Church of Southern Africa.
Das St Paul’s College in Grahamstown wurde 1902 von Bischof Charles Cornish gegründet; die Idee zu kam von Allan Webb, dem Bischof von Grahamstown. Er brachte die Vision einer theologischen Bildung mit, da er ein Vice-Principal des Cuddesdon Theological College in Oxford gewesen war. Das Internat wurde 1902 für die Aufnahme der Theologiestudenten geöffnet. 1910 begannen Arbeiten an dem neuen Westflügel, um mehr Kapazität zu schaffen. In dieser Zeit wurde das College auch offiziell ein Provincial College. Zwischen 1929 und 1931 fanden weitere Umbauten statt. Das Cullen House wurde 1933 erworben. Die College-Einrichtung ging während beider Weltkriege durch schwierige Zeiten, da die Studentenzahl abnahm und 1943 wurde es sogar für fünf Monate geschlossen. In den 1950ern erfolgten dann wieder umfangreiche Bauarbeiten. Der Espin-Flügel und die neue Kapelle erhielten 1957 die Weihe. Der Burnett-Flügel wurde 1962 fertiggestellt. Wie St Bede’s, war auch St Paul’s von stark schwankenden Studentenzahlen betroffen. Außerdem war es dem Druck durch die Apartheidsgesetze besonders ausgesetzt, da die Leitung seit der Gründung um eine demografisch differenzierte Studentenschaft bemüht war. Mit der Schließung im Jahre 1992 waren die Studierenden zu etwa 80 % schwarze Personen.
Als St Bede’s und St Paul’s geschlossen wurden, wurde für das vereinigte College der Anglican Church of Southern Africa der alte Campus von St Paul’s ausgewählt. Das vereinigte College wurde anfangs „Peter Masiza College“ genannt, nach dem ersten ordinierten schwarzen Priester in der Provinz. Spätere Forschungen zeigten, dass der Name sich als problematisch erwies und mit Einfluss des damaligen Archbishop Desmond Tutu erfolgte eine Umbenennung in „College of the Transfiguration“.

## Rektoren
- ca. 1911 – Canon George Edward Mason[2], Bruder von Agnes Mason
- 1965–1976 Canon John N. Suggit (St Paul’s Theological College, Grahamstown)
- 1993 – Canon Luke Pato
- 2000 – Canon Livingstone Ngewu
- 2007 – The Reverend Janet Trisk (kommissarisch)
- 2008 – Canon Bill Domeris
- 2011 – Barney Pityana
- 2015 – Vicentia Kgabe[3]